# 裸首瘠塘鱧
裸首瘠塘鱧（学名：Butis gymnopomus），又名裸首嵴塘鱧，为塘鱧科嵴塘鱧屬下的一个种。